# ماثيو ويليام (سياسي)
ماثيو ويليام (بالإنجليزية: Matthew Hale)‏ هو سياسي أمريكي، ولد في 20 يونيو 1829، وتوفي في 25 مارس 1897. حزبياً، نشط في الحزب الجمهوري. وقد انتخب عضو مجلس ولاية نيويورك.